# Persone di nome Lorenzo/Politici
| Questa pagina contiene informazioni ricavate automaticamente dalle voci biografiche con l'ausilio del template Bio e di un bot. L'aggiornamento è periodico e automatico e ricostruisce completamente la pagina. Se manca una persona in questa lista, sei pregato di non aggiungerla, ma accertati piuttosto che la sua voce biografica contenga il template Bio e che i dati anagrafici siano correttamente compilati. Se il template Bio manca, inseriscilo tu stesso o, in alternativa, metti l'avviso {{tmp\|Bio}} che ne segnala la mancanza. Se i dati riportati sono sbagliati, correggi direttamente la voce biografica; le modifiche saranno visibili in questa lista entro pochi giorni. Per chiarimenti vedi il progetto antroponimi. La lista contiene solo le 61 persone che sono citate nell'enciclopedia e per le quali è stato implementato correttamente il template Bio. Pagina aggiornata al 22 gen 2025. |

Questa è una lista di persone presenti nell'enciclopedia che hanno il nome Lorenzo e sono politici.

## A(1)
- Lorenzo Amati, politico italiano (Terni, n. 1893 - Terni, † 1971)

## B(9)
- Lorenzo Basso, politico italiano (Genova, n. 1976)
- Lorenzo Batlle Pacheco, politico e giornalista uruguaiano (Montevideo, n. 1897 - Montevideo, † 1954)
- Lorenzo Batlle, politico uruguaiano (Montevideo, n. 1810 - Montevideo, † 1887)
- Lorenzo Battista, politico italiano (Trieste, n. 1973)
- Lorenzo Becattini, politico italiano (Reggello, n. 1955)
- Lorenzo Biasutti, politico italiano (Forgaria nel Friuli, n. 1901 - Udine, † 1995)
- Lorenzo Bodega, politico italiano (Lecco, n. 1959)
- Guillermo Botero, politico, diplomatico e imprenditore colombiano (Bogotà, n. 1948)
- Lorenzo Bugli, politico sammarinese (Borgo Maggiore, n. 1995)

## C(5)
- Lorenzo Cappelli, politico italiano (Mercato Saraceno, n. 1922 - Cesena, † 2015)
- Lorenzo Cavaliero, politico e avvocato italiano (Montecorvino Pugliano, n. 1853)
- Lorenzo Celsi, politico, militare e diplomatico italiano (Venezia, n. 1310 - Venezia, † 1365)
- Lorenzo Cesa, politico e dirigente d'azienda italiano (Arcinazzo Romano, n. 1951)
- Lorenzo Ciocci, politico italiano (Marino, n. 1942 - Marino, † 2004)

## D(5)
- Lorenzo De Vitto, politico italiano (Sant'Angelo dei Lombardi, n. 1925 - Avellino, † 1994)
- Lorenzo Dellai, politico italiano (Trento, n. 1959)
- Lorenzo Diana, politico italiano (San Cipriano d'Aversa, n. 1950)
- Lorenzo de' Medici, politico, nobile e mecenate italiano (Firenze, n. 1449 - Careggi, † 1492)
- Lorenzo de Cardenas, politico italiano (Valenza, n. 1791 - Valenza, † 1863)

## F(2)
- Lorenzo Fontana, politico italiano (Verona, n. 1980)
- Lorenzo Forteleoni, politico italiano (Luras, n. 1912 - Sassari, † 1975)

## G(7)
- Lorenzo Ganadu, politico e avvocato italiano († 2008)
- Lorenzo Gestri, politico e storico italiano (Piazza al Serchio, n. 1943 - Pisa, † 2002)
- Lorenzo Ghiglini, politico italiano (Arenzano, n. 1803 - Genova, † 1873)
- Lorenzo Gianotti, politico italiano (Rivoli, n. 1939)
- Lorenzo Guerini, politico italiano (Lodi, n. 1966)
- Lorenzo Guerrero Gutiérrez, politico nicaraguense (Granada, n. 1900 - Granada, † 1981)
- Lorenzo Teves, politico filippino (Valencia, n. 1918 - Dumaguete, † 1996)

## I(1)
- Lorenzo Isgrò, politico italiano (Macomer, n. 1924 - Oristano, † 1999)

## L(3)
- Lorenzo La Via di Sant'Agrippina, politico italiano (Castel di Lucio, n. 1883 - Roma, † 1951)
- Lorenzo Latorre, politico e militare uruguaiano (Montevideo, n. 1844 - Buenos Aires, † 1916)
- Lorenzo Liviero, politico italiano (Solesino, n. 1952)

## M(6)
- Lorenzo Maggi, politico italiano (Brindisi, n. 1942)
- Lorenzo Malagola, politico italiano (Milano, n. 1982)
- Lorenzino de' Medici, politico, scrittore e drammaturgo italiano (Firenze, n. 1514 - Venezia, † 1548)
- Lorenzo Menichino, politico italiano (Grado, n. 1923 - † 1989)
- Lorenzo Montecuollo, politico italiano (Cellole, n. 1939 - Teano, † 2011)
- Lovro Monti, politico italiano (Tenin, n. 1835 - Tenin, † 1898)

## N(2)
- Lorenzo Natali, politico italiano (Firenze, n. 1922 - Roma, † 1989)
- Lorenzo Nomis di Valfenera e Castelletto, politico italiano (Torino, n. 1590 - Torino, † 1670)

## O(1)
- Lorenzo Olarte, politico, banchiere e dirigente d'azienda spagnolo (Puenteareas, n. 1932 - Las Palmas de Gran Canaria, † 2024)

## P(6)
- Lorenzo Palermo, politico italiano (Nuoro, n. 1953)
- Lorenzo Panattoni, politico italiano (Lari)
- Lorenzo Panepinto, politico italiano (Santo Stefano Quisquina, n. 1865 - Santo Stefano Quisquina, † 1911)
- Damaso Pareto, politico italiano (Genova, n. 1801 - Genova, † 1862)
- Lorenzo Piccioni, politico italiano (Soresina, n. 1954)
- Lorenzo Priuli, politico, cardinale e patriarca cattolico italiano (Venezia, n. 1538 - Venezia, † 1600)

## Q(1)
- Lorenzo Quadri, politico svizzero (Sorengo, n. 1974)

## R(2)
- Lorenzo Ria, politico italiano (Taviano, n. 1954)
- Lorenzo di Piero Ridolfi, politico italiano (Firenze, n. 1503 - † 1576)

## S(3)
- Lorenzo Sforza Cesarini, politico italiano (Roma, n. 1807 - Pinerolo, † 1867)
- Lorenzo Spallino, politico italiano (Cefalù, n. 1897 - Como, † 1962)
- Lorenzo Strik Lievers, politico italiano (Sciaffusa, n. 1944)

## T(1)
- Lorenzo Tiepolo, politico e ammiraglio italiano (Venezia - Venezia, † 1275)

## U(1)
- Lorenzo Usimbardi, politico italiano (Colle di Val d'Elsa, n. 1547 - Firenze, † 1636)

## V(5)
- Lorenzo Valerio, politico italiano (Torino, n. 1810 - Messina, † 1865)
- Lorenzo Venezia, politico italiano (Montefredane, n. 1945)
- Lorenzo Ventavoli, politico italiano (Monsummano Terme, n. 1881)
- Lorenzo Vento, politico italiano (Trapani, n. 1938)
- Lorenzo Viviani, politico italiano (La Spezia, n. 1982)